# Paul Wranitzky

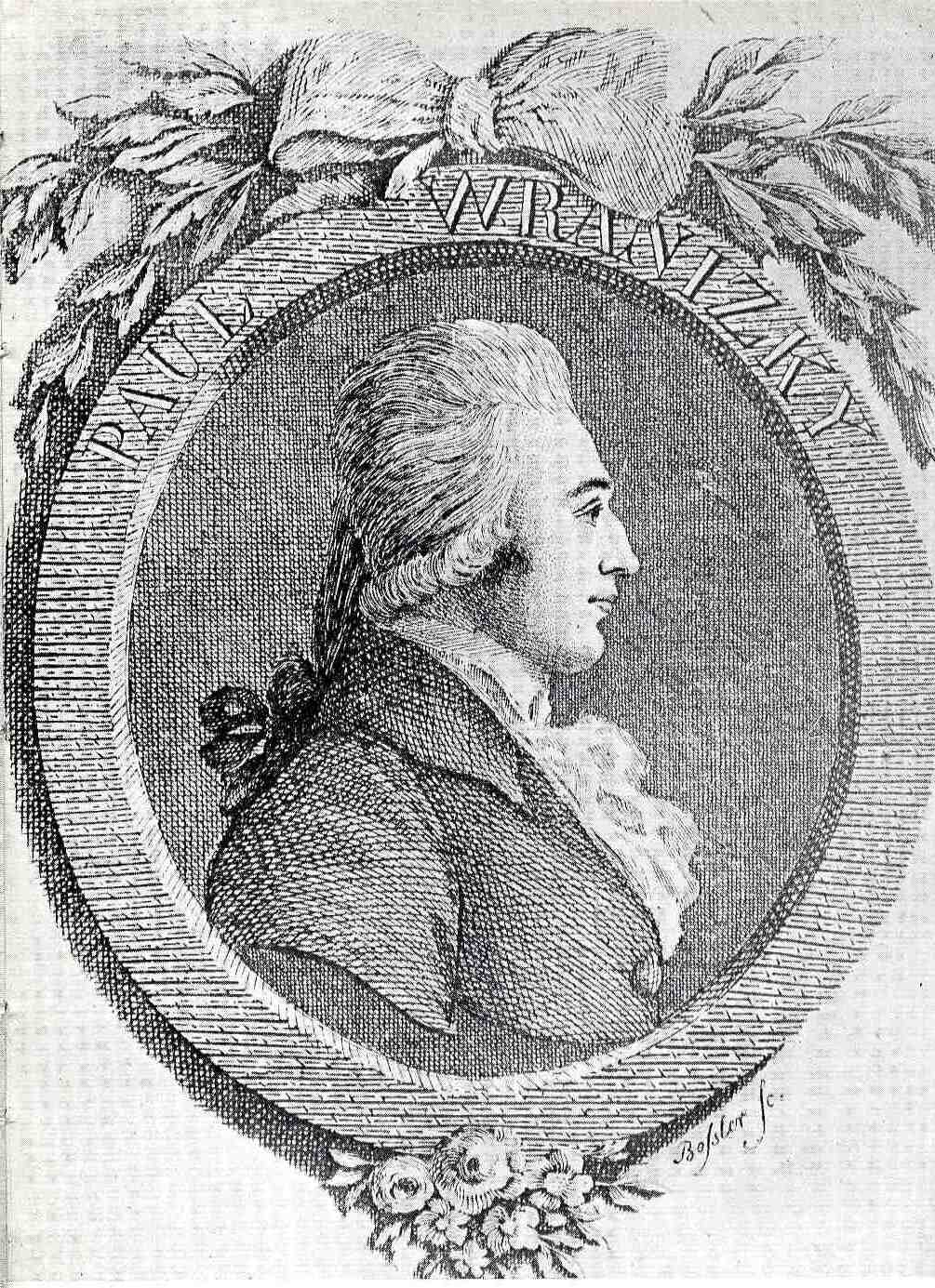
Paul Wranitzky

Paul Wranitzky, född Pavel Vranický 30 december 1756, död 29 september 1808 i Wien, var en mährisk kompositör och dirigent och halvbror till Anton Wranitzky.
I ungdomen studerade Wranitzky teologi vid universitetet i Olomouc innan han 20 år gammal flyttade till Wien för fortsatta teologistudier. Han studerade även komposition för Joseph Martin Kraus. Från 1790 tjänstgjorde han som dirigent för båda kungliga teaterorkestrarna. Han var högt respekterad av Mozart, Haydn och Beethoven, varav de två senare föredrog honom som dirigent till sina nyare verk. Wranitzkys opera Oberon, König der Elfen från 1789 blev en framgång och inspirerade Emanuel Schikaneder att skriva Trollflöjten och Goethe försökte få ett samarbete till en uppföljare till en av Mozarts operor.

## Verk i urval

### Orkestermusik
- 51 Symfonier
- 1 Pianokonsert
- 4 Violinkonserter
- 1 Cellokonsert i C-dur, Op.27
- 1 Flöjtkonsert i D-dur, Op.24
- 1 Oboekonsert i G-dur
- 1 Sinfonia concertante för flöjt och oboe i C-dur, Op.39
- 1 Concertino för oboe och cello i D-dur (försvunnen)
- 1 Konsert för 2 flöjter i G-dur (försvunnen)

### Kammarmusik
- 3 Pianosonater
- 6 Flöjtkvartetter
- 56 Stråkkvartetter
- 1 Oboetrio
- 3 Sextetter för flöjt, oboe och stråkkvartett
- 16 Stråkkvintetter
- 24 Stråktrios varav 6 för 2 violiner och cello
- 3 Sonater för violin och viola, Op.1
- 6 Oboekvintetter
- 9 Flöjtduos
- 9 Divertimenti
- 1 Partita
- 3 Trios för två flöjter och cello, Op.53
- 1 Sonat för cembalo/piano, violin och cello i D-dur, Op.2
- 1 Sonat för cembalo/piano och flöjt, Op.31

### Operor
- Die gute Mutter (Wien, 1795)
- Das Maroccanische Reich oder Die unterirdischen Schätze (1795)
- Die Dienstpflicht
- Das Fest der Lazaronen (Wien, 1794)
- Oberon, König der Elfen (Wien, 1789)
- Der dreifache Liebhaber (Wien, 1791)
- Rudolph von Felseck (Wien, 1792)
- Merkur, der Heiratstifter, oder Der Geiz im Geldkasten (Wien, 1793)
- Die Post-Station oder Die unerwartete Zusammenkunft (1793)
- Der Schreiner (Wien, 1799)
- Die drei Buckligen (Warszawa, 1808)

### Baletter
- Die Weinlese (Wien, 1794)
- Zephir und Flora (Wien, 1795)
- Das Waldmädchen (Wien, 1796)
- Die Luftfahrer (Wien, 1797)
- Cyrus and Tomyris (1797)
- Die Waise der Berghöhle (Wien, 1810)
- Walmir und Gertraud (cirka 1800)
- Das Urteil des Paris (Wien, 1801)
- Der Raub der Sabinerinnen (Wien, 1804)
- Zufriedenheit mehr als Reichtum (Wien, 1805)
- Zelina und Gorano (Wien, 1806)

### Teatermusik
- Rollas Tod (Wien, 1795)
- Achmet und Zenide
- Jolantha
- Die Rache
- Siri-Brahe